# Lansana Komara
Lansana Komara, né en 1955 à Abidjan en république de Côte d'Ivoire, est un physicien et homme politique guinéen.
Ancien ministre de l'Enseignement technique, de la Formation professionnelle, du Travail et de l'Emploi, Lansana Komara est depuis le 19 juin 2020, secrétaire général du gouvernement Kassory,.

## Biographie

### Jeunesse
Né en 1955 à la maternité d’Adjamé à Abidjan (Côte d’Ivoire). Il fait ses études primaires Louis à Siguiri en Haute-Guinée, avant d’aller à Nzérékoré ou il étudie au collège Samory Touré, puis au lycée Alpha-Yaya.
Après le baccalauréat, il est orienté à l’université Julius-Nyerere de Kankan, après l'obtention d’une bourse d’Etat pour l’université d'État de Biélorussie (Minsk), Lansana Komara y obtient un master en sciences physiques.
Après avoir obtenu un diplôme d’études approfondies (DEA) à Calais en France, Lansana Komara retourne en Guinée en 1984.
Il est professeur de physique à l’université Gamal Abdel Nasser de Conakry puis responsable du laboratoire de Physique à la Faculté des Sciences de la même université.

### Parcours professionnel
Lansana Komara est le président du conseil d’administration de la société de gestion et d’exploitation de Kaleta (SOGEKA). Il occupe la vice-présidence du conseil économique et social (CES), poste qu’il garde jusqu'à sa nomination à la tête du ministre de l’Enseignement Technique, de la formation Professionnelle, du Travail et de l’Emploi.
Il est secrétaire général du gouvernement Kassory depuis le 19 juin 2020 en remplacement de Sékou Kourouma,.

### Parcours politique
Il est militant des premières heures du RPG de 1988 jusqu’en 1992 où les partis politiques sont agréés, Lansana Komara est intégré vers 1993 dans le bureau national des cadres du RPG, il est membre du comité central du parti, puis membre du Bureau Politique National (BPN).
Aujourd’hui[Quand ?], il est secrétaire administratif et parallèlement coordinateur de la commission technique électorale du RPG.